# Columban Brugger
Columban Brugger (OSB) (Taufname Johann Baptist) (* 17. April 1855 in Degerfelden; † 23. Mai 1905 in Einsiedeln) war von 1895 bis 1905 der 52. Abt der Benediktinerabtei Einsiedeln.

## Leben
Johann Brugger wurde am 17. April 1855 als Sohn von Johann Brugger und Katharina Gerspach geboren. Bereits als Kind zeigte er grosses musikalisches Talent und konnte seine Fähigkeiten ab dem Herbst 1868 an der Stiftsschule in Einsiedeln weiter ausbauen. Bereits mit 17 Jahren trat er als Novize ins Kloster ein und legte am 2. September 1873 seine Profess als Frater Columban ab. Er beendete sein Philosophie-, Physik- und Theologiestudium und empfing 1879 die Priesterweihe.
Bereits als Frater beschäftigte sich Columban mit Freude mit Elektrizität, sodass Abt Basilius ihm in diesem Bereich weitere Studien ermöglichte. In Karlsruhe sollte Columban sein Wissen in Physik, Chemie und Mathematik vertiefen und übernahm nach Beendigung seiner Studien die Mathematiklehrstelle an der Stiftsschule.
Für seine Unterrichtstätigkeit erstellte er diverse Apparate und baute in den Schulräumen auch eine elektrische Anlage zur Beleuchtung der Kirche.
Trotz seines kränkelnden Zustandes aufgrund eines Magenleidens, wurde Columban am 5. Dezember 1895 zum Abt gewählt. Seine technische Faszination wurde durch seine Ernennung nicht gemindert, sodass er sich noch im selben Jahr mit dem Bau einer neuen Orgel befasste. Zusammen mit der Orgelbaufirma Weigle aus Stuttgart konnte der Abt seine eigenen Erfindungen, allem voran die Quecksilberpneumatik, für den Bau verwenden, welcher am 21. November 1898 eingeweiht wurde.
Auch das restliche Kloster sollte modernisiert werden. Überall wurde elektrische Beleuchtung eingeführt, wurden Motoren verwendet und schliesslich eine grosse Dieselmotoranlage erstellt.
Neben vielen weiteren Neuerungen installierte der Abt einen Blitzableiter an der neuen galvanisch hergestellten Statue des heiligen Benedikt auf dem Fryherrenberg. Bei dieser Tätigkeit zog er sich eine Erkältung zu, welche mit weiteren Komplikationen schlussendlich zu seinem frühen Tod mit erst 50 Jahren führen sollte.

## Publikationen
- Erinnerungen an P. Athanasius Tschopp (1803–82) , 1883. OCLC 601550963
- Die Fortschritte der Elektrotechnik und die internationale elektrotechnische Ausstellung in Frankfurt a. M. : Mitte Mai bis Mitte October 1891, Foesser, Frankfurt a. Main [etc.], 1892. OCLC 65506824
- Ein Beitrag zur Geschichte des Orgelbaues im XIX. Jahrhundert: mit besonderer Berücksichtigung der röhrenpneumatischen Systeme. Gegenbauer, 1894, OCLC 756805229 (37 S., eingeschränkte Vorschau in der Google-Buchsuche).